# 행정명령 10925호
행정명령 10925호(영어: Executive Order 10925)는 1961년 3월 6일 존 F. 케네디 미국 대통령이 서명했으며, 특별한 경우를 제외하고 정부 계약업체에 "지원자가 고용되고 고용된 직원이 인종, 신념, 피부색 또는 출신 국가에 관계없이 채용되도록 적극적 우대조치를 취할 것"을 요구했다. 이 명령은 당시 린든 B. 존슨 부통령이 의장을 맡은 대통령 균등고용기회위원회(PCEEO)를 설립했다.(p. 3) 아서 골드버그 당시 부의장 겸 노동부 장관은 위원회 운영의 "일반적인 감독 및 지휘"를 담당했다.(pp. 3-4) 10명의 다른 고위직 임명자들도 위원회에 참여했다.
골드버그와 미래의 미국 연방 대법원 대법관 에이브 포터스가 작성한 초안은 호바트 테일러 주니어와 조지 번이 검토했다. 드와이트 D. 아이젠하워 대통령의 초기 민권 관련 행정명령의 비효율성을 인식한 테일러와 번은 고용주가 직장 내 차별 주장이 발생할 때 수동적으로 처리하는 대신 능동적으로 차별에 맞서야 한다는 점을 강조하기 위해 "적극적 우대조치"라는 용어를 만들었다.
1964년 민권법이 통과되고 존슨 대통령의 1965년 행정명령 11246호가 발효된 후, 위원회의 기능은 균등고용기회위원회(EEOC)와 연방 계약 준수 사무국(1975년에 연방 계약 준수 프로그램 사무국으로 명칭 변경)으로 분할되었다.

## 반대
PCEEO와 행정명령 10925호에 반대하는 사람들 중에는 앨라배마주 출신의 분리주의 민주당 상원의원 J. 리스터 힐이 있었는데, 그는 위원회와 행정명령이 연방 정부의 미국 민간 기업에 대한 과도한 개입이라고 주장했다.(p. 7)

## 같이 보기
- 행정명령 8802호
- 미국의 적극적 우대조치
- 행정명령